# Філіпп Гессенський (політик)
Принц Філіпп Гессенський (нім. Philipp Prinz von Hessen; 6 листопада 1896 — 25 жовтня 1980) — глава Гессенського дому (1940—1980), титулярний король Фінляндії і ландграф Гессенський (1940—1980), титулярний великий герцог Гессенський і Рейнський (1968—1980), обергруппенфюрер СА (9 листопада 1938).
Онук німецького імператора Фрідріха III і правнук королеви Великої Британії Вікторії, а також зять короля Італії Віктора Еммануїла III.

## Біографія
Третій син принца Фрідріха Карла Гессенського (1868—1940) і його дружини принцеси Маргарити Прусської (1872—1954), сестри останнього німецького імператора Вільгельма II. У Філіппа був молодший брат-близнюк Вольфганг, а також два старших брата (Фрідріх і Максиміліан), і два молодших брата-близнюка — Крістоф і Ріхард.
У дитинстві за Філіпом доглядала англійська гувернантка. У 1910 році він був відправлений до Англії, де навчався в школі в Бексгілл-он-Сі (Східний Суссекс). Після повернення до Німеччини принц навчався в Гете-гімназії у Франкфурті-на-Майні і в гімназії Гельмгольца в Потсдамі. Він був єдиним зі своїх братів, хто не відвідував військову академію.
На початку Першої світової війни Філіпп був зарахований в 24-й гессенський драгунський полк разом зі своїм старшим братом Максиміліаном. Вони служили в Бельгії, де принц Максиміліан був убитий в жовтні 1914 року.
У 1915–16 роках принц Філіпп служив на Східному фронті на території сучасної України. Він мав чин лейтенанта (вкрай низький чин для сина герцогського роду) і, в основному відповідав за доставку боєприпасів. У 1917 році він служив на лінії Зігфріда на заході Німеччини, потім повернувся на Україну, де брав участь в бойових діях і був поранений.
У 1916 році в Румунії загинув старший брат Філіппа Фрідріх Вільгельм. Філіпп став другим наступником свого дядька Александра Фрідріха (1863—1945) в якості глави Гессенського дому. У жовтні 1918 року Фрідріх Вільгельм Гессен-Кассельский, батько Філіппа, був обраний королем Фінляндії, яка вийшла зі складу Російської імперії. Передбачалося, що саме Філіпп повинен буде успадкувати титул глави Гессенського дому, а його молодший брат-близнюк Вольфганг успадкує після батька королівський трон Фінляндії. Однак Німецька імперія зазнала поразки в Першій світовій війні, а Фінляндія стала республікою в липні 1919 року.
Після війни Філіп Гессенський був зарахований в «Армію перехідного періоду», яка успішно боролася з комуністичними і соціалістичними рухами у Веймарській республіці. З 1920 по 1922 рік навчався в технічному університеті в Дармштадті, де вивчав історію мистецтва і архітектуру. Він кілька разів їздив до Греції, де його тітка принцеса Софія Прусська була дружиною короля Костянтина I. У 1922 році Філіп кинув університет, що не закінчивши навчання, і влаштувався на роботу в Музей Кайзера Фрідріха в Берліні. У наступному році він переїхав до Риму, де став успішним дизайнером інтер'єрів.

### Філіп Гессенський і НСДАП
Під час проживання в Італії Філіп Гессенський став прихильником фашизму. Після повернення до Німеччини в 1930 року він вступив у НСДАП. У 1932 році він став членом СА, в а 1933 року його молодший брат Крістоф став членом СС. Пізніше його брати Вольфганг і Ріхард також вступили в СА. Завдяки членству в партії Філіпп став близьким другом Германа Герінга, майбутнього глави люфтваффе.
Після призначення Адольфа Гітлера на пост канцлера Німеччині 30 січня 1933 принц Філіп Гессенський був призначений обер-президентом (губернатором) провінції Гессен-Нассау в червні 1933 року. Після перемоги на виборах гітлерівської партії він також став членом німецького рейхстагу і прусської державної ради. Філіпп Гессенський зіграв важливу роль в зміцненні панування НСДАП в Німеччині. він представляются інтереси німецьких аристократів в НСДАП і, як зять короля Італії, був частим посередником між Адольфом Гітлером і Беніто Муссоліні. Він також виступав в якості арт-агента Гітлера в Італії.
Як губернатора Гессен-Нассау Філіпп був замішаний в створенні Програми умертвіння Т-4. У лютому 1941 року Філіпп підписав наказ про передачу клініки в місті Гадамар в розпорядження Імперського міністерства внутрішніх справ. Понад 10 000 психічно хворих людей були вбиті там. У 1946 році Філіп Гессенський був звинувачений в цих вбивствах, але потім звинувачення з нього були зняті.
У 1940 році після смерті свого батька Фрідріха Карла Гессен-Кассельского Філіп очолив Гессенський дім, ставши титулярним королем Фінляндії і ландграфом Гессена.
Під час Другої світової війни ставлення нацистів до членів німецьких княжих домів змінилося. Спочатку нацисти використовували знатні історичні роди для отримання більшої народної підтримки, а тепер вони стали дистанціюватися навіть від князів, які їх підтримували.
В кінці квітня 1943 року Гітлер наказав доповісти Філіппу Гессенському, щоб він залишався на своїй посаді ще чотири місяці. У травні 1943 року Гітлер підписав декрет, згідно з яким німецькі аристократи на посадах в армії, партії і державі повинні були пройти перевірку на відповідність. Арешт Муссоліні за наказом короля Італії Віктора Еммануїла (тестя Філіппа) в липні 1943 року погіршив становище принца. Гітлер вважав, що Філіпп і його сім'я були співучасниками повалення та арешту Муссоліні.
8 вересня 1943 Філіп Гессенський був заарештований. Він би позбавлений членства в партії і звільнений з Люфтваффе. 25 січня 1944 року він був звільнений від займаної посади губернатора Гессен-Нассау. У вересні 1943 року Філіп був відправлений до концтабору Флоссенбюрг на кордоні з Чехією. Його помістили в одиночну камеру, йому були заборонені будь-які контакти із зовнішнім світом. Незважаючи на це він мав деякі привілеї: був одягнений в цивільний одяг і їв ту ж їжу, що і охоронці.
Мафальда Савойська, дружина Філіпа, була заарештована і перебувала під вартою в Римі. Її відправили для допитів в Мюнхен і Берлін, а потім кинули в концтабір Бухенвальд, де вона була ув'язнена поруч із збройовим заводом. У серпні 1944 року союзники розбомбили цей завод. Мафальда була важко поранена і померла через кілька днів після операції в концтаборі.
Після вступу союзників на територію Німеччини в квітні 1945 року Філіп був переведений в концентраційний табір Дахау. Після десяти днів перебування там він був переправлений в Тіроль разом зі 140 іншими відомими ув'язненими. 4 травня 1945 року він заарештований американцями в Нідердорфі в Італійських Альпах.

### Життя після війни
Оскільки принц Філіпп Гессенський займав посаду губернатора Гессен-Нассау в Третьому Рейху, він спочатку знаходився в ув'язненні на острові Капрі, а потім в ряді інших центрах утримання під вартою.
У 1968 році після смерті свого далекого родича Людвіга, принца Гессенського і Рейнського (1908—1968), який не мав дітей, Філіп Гессенський успадкував титул великого герцога Гессенського і Рейнського. Ще в 1960 році принц Людвіг прийняв свого далекого родича Моріца, ландграфа Гессенського, і оголосив його наступним главою Гессенського будинку.

## Сім'я
За словами біографа Джонатана Петропулоса, Філіп, ймовірно, був бісексуалом. У нього були стосунки з англійським поетом Зігфрідом Сассуном. Незважаючи на це, 23 вересня 1925 року в Кастелло ді Ракконіджі (під Туріном) Філіпп Гессенський одружився з принцесою Мафальдою Савойською (1902—1944), другою дочкою короля Італії Віктора Еммануїла III і Олени Чорногорської. У подружжя було четверо дітей:
- Принц Моріц (6 серпня 1926 — 23 травня 2013), титулярний ландграф Гессенський
- Принц Генріх Вільгельм Константін Віктор Франц (30 жовтня 1927 — 18 листопада 1999), неодружений
- Принц Отто Адольф (3 червня 1937 — 3 січня 1998), 1-а дружина з 1965 (розлучення в 1969) Ангела фон Дерінг (1940—1991), 2-а дружина з 1988 (розлучення в 1994) Елізабет Бенкер (1944—2013)
- Принцеса Маргарет Елізабет (8 жовтня 1940), чоловік з 1962 року Фрідріх Карл фон Опперсдорф (1925—1985)

Сім'я Філіппа і Мафальди проживала, в основному, в готелі Вілла Поліксена. Подружжя також часто відвідувало Німеччину.

## Нагороди
- Залізний хрест 2-го і 1-го класу
- Хрест «За військові заслуги» (Брауншвейг)
- Медаль «За відвагу» (Гессен)
- Орден «Святий Олександр» (Болгарія)
- Почесний громадянин міста Вайльбург (1933)
- Почесний хрест ветерана війни з мечами (1934)
- Медаль «У пам'ять 13 березня 1938 року» (1938)
- Золотий партійний знак НСДАП (30 січня 1939)
- Медаль «У пам'ять 1 жовтня 1938»
- Почесний кут старих бійців
- Вищий орден Святого Благовіщення (Італія)
- Орден Святих Маврикія та Лазаря, великий хрест (Італія)
- Орден Корони Італії, великий хрест
- Знак учасника зльоту СА в Брауншвейзі 1931
- Хрест Воєнних заслуг 2-го і 1-го класу
- Медаль «За вислугу років у НСДАП» в бронзі та сріблі (15 років)